# Team 3C Gruppe
Das Team 3C Gruppe war eine deutsche Radsportmannschaft mit dem Status als UCI Continental Team. Sportlicher Leiter des Teams war Holger Sievers.

## Geschichte
Die Mannschaft wurde zuletzt von der 3C-Gruppe mit Sitz in Rheda-Wiedenbrück gesponsert. Das Team war ein Sprungbrett für junge Fahrer. So schafften unter anderem David Kopp und Stefan Schumacher den Sprung in die ProTour. Bis zum Ende der Saison 2006 fuhr das Team unter dem Namen Team Lamonta.
Nachdem durch ein Schweizer Gericht die Dopingsperre gegen den ehemaligen Deutschen Meister und Giro-Etappensieger Danilo Hondo aufgehoben wurde, unterzeichnete er im April 2006 einen Vertrag bei Lamonta. Seinen ersten Start für Lamonta hatte er bei der Internationalen Niedersachsen-Rundfahrt, die er als Zweiter in der Gesamtwertung beendete.
Zu den Erfolgen zählen u. a. Gesamtsieg der Rheinland-Pfalz-Rundfahrt durch Björn Glasner, der Gewinn des deutschen Vizemeistertitels durch Stefan Schumacher sowie Etappensiege bei der Rheinland-Pfalz-Rundfahrt und der Tour of Qinghai Lake in China.
Zum Ende des Jahres 2008 gab das Team seine Continental-Lizenz zurück und löste sich auf. Die Nachfolge trat die Radsportabteilung des SC Wiedenbrück an, die sich im Jahr 2013 ebenfalls auflöste.

## Saison 2005
Die Saison 2005 war eine durchaus erfolgreiche für das Team aus Rheda-Wiedenbrück. So konnte Marcel Sieberg im April das „kleine Paris-Roubaix“, die Ronde van Drenthe gewinnen und damit den größten Erfolg in seiner noch jungen Karriere als Profi feiern.
Für den nächsten größeren Erfolg sorgte der Teamleiter Holger Sievers selbst. Er wurde Achter des Traditionsrennens Rund um den Henninger-Turm. Die Schlussetappe der Rheinland-Pfalz-Rundfahrt ging ebenfalls an das Team Lamonta, in Person von Christoph von Kleinsorgen. Bei der Bayern-Rundfahrt sicherte sich das Team den dritten Platz in der Teamwertung. Auf der letzten Etappe stürzte Christoph von Kleinsorgen so schwer, dass er das Bewusstsein verlor und mit einem Rettungshubschrauber in die Uni-Klinik Erlangen geflogen werden musste.
Im Juli gewann Björn Glasner das Heimrennen des Teams, die Wiedenbrücker Nacht vor 7000 Zuschauern. Ebenfalls im Juli konnte Stefan Cohnen die vierte Etappe der Tour of Qinghai Lake in China gewinnen und erreichte im Gesamtklassement einen siebten Platz.
Bei der 21. Regio-Tour gewann Steffen Weigold am Schlusstag zwei Bergwertungen und sicherte damit das blaue Trikot des besten Fahrers in der Bergwertung. Bei der Hessen-Rundfahrt schaffte das Team den Sprung auf das Siegertreppchen in der Teamwertung. Hinter dem Team T-Mobile und Intel-Action wurde Lamonta Dritter. Marcel Sieberg landete beim belgischen Rennen Omloop van het Houtland auf Platz 2. Den Schlusspunkt unter die Saison 2005 setzte der wieder genesene Christoph von Kleinsorgen. Er gewann den 36. Großen Preis der Sparkasse Werl.

## Saison 2008

### Erfolge in der Europe Tour
| Datum      | Rennen                            | Fahrer         |
| ---------- | --------------------------------- | -------------- |
| 9. März    | Grand Prix de la Ville de Lillers | Dominic Klemme |
| 12. Juni   | 3. Etappe Thüringen-Rundfahrt     | Dominic Klemme |
| 21. August | 2. Etappe Rothaus Regio-Tour      | Dominic Klemme |
| 27. August | Druivenkoers Overijse             | Dominic Klemme |

## Team 2008

### Abgänge-Zugänge
| Zugänge           | Team 2007               | Abgänge           | Team 2008              |
| ----------------- | ----------------------- | ----------------- | ---------------------- |
| Christian Leben   | Team Wiesenhof-Felt     | Elnathan Heizmann | Unbekannt              |
| Dennis Pohl       | Team Heinz von Heiden   | Erik Hoffmann     | Giant Asia Racing Team |
| Sebastian Forke   | Continental Team Milram | Sören Hofmann     | Unbekannt              |
| Frank Scherzinger | Neoprofi                | Holger Sievers    | Karriereende           |

### Mannschaft 2008
| Name                | Geburtstag         | Nationalität | Team 2009                  |
| ------------------- | ------------------ | ------------ | -------------------------- |
| Tobias Erler        | 17. Mai 1979       | Deutschland  | Team Baier Landshut        |
| Sebastian Forke     | 13. März 1987      | Deutschland  | LKT Team Brandenburg       |
| Matthias Friedemann | 17. August 1984    | Deutschland  | PSK Whirlpool-Author       |
| Sergej Fuchs        | 21. Februar 1987   | Deutschland  | Rabobank Continental       |
| Dominic Klemme      | 31. Oktober 1986   | Deutschland  | Team Saxo Bank             |
| Christian Leben     | 06. April 1985     | Deutschland  | Nordland Hamburg           |
| René Obst           | 21. Juni 1977      | Deutschland  | Team Nutrixxion Sparkasse  |
| Björn Papstein      | 05. Juni 1975      | Deutschland  | SCW2000                    |
| Dennis Pohl         | 11. November 1986  | Deutschland  | Team Kuota-Indeland        |
| Sebastian Pristl    | 15. September 1987 | Deutschland  | Continental Team Milram    |
| Frank Scherzinger   | 12. April 1986     | Deutschland  | Atlas Romer’s Hausbäckerei |
| Felix Schäfermeier  | 03. August 1988    | Deutschland  | SCW2000                    |
| Paul Voß            | 26. März 1986      | Deutschland  | Team Milram                |
| Stagiaires          | Stagiaires         | Nationalität | Nationalität               |
| Dennis Klemme       | Dennis Klemme      | Deutschland  | SCW2000                    |

## Platzierungen in UCI-Ranglisten
UCI Africa Tour
| Saison | Mannschaftswertung | Fahrerwertung |
| ------ | ------------------ | ------------- |
| 2005   | 7.                 |               |
| 2006   | 10.                |               |
| 2007   | 5.                 |               |
| 2008   |                    |               |

UCI Europe Tour
| Saison | Mannschaftswertung | Fahrerwertung     |
| ------ | ------------------ | ----------------- |
| 2006   |                    | Danilo Hondo (2.) |
| 2007   |                    |                   |
| 2008   |                    |                   |

UCI Oceania Tour
| Saison | Mannschaftswertung | Fahrerwertung |
| ------ | ------------------ | ------------- |
| 2007   | 16.                |               |
| 2008   | -                  | -             |